# Islandia na Zimowych Igrzyskach Olimpijskich 1956
Islandię na Zimowych Igrzyskach Olimpijskich 1956 we włoskiej Cortinie d’Ampezzo reprezentowało 7 zawodników, którzy wystartowali w 2 dyscyplinach.
Był to trzeci start Islandii na zimowych igrzyskach olimpijskich.

## Wyniki

### Biegi narciarskie
Mężczyźni
| Konkurencja | Zawodnik         | Bieg    | Bieg |
| Konkurencja | Zawodnik         | Czas    | Poz. |
| ----------- | ---------------- | ------- | ---- |
| 15 km       | Oddur Pétursson  | 1'02:36 | 61   |
| 15 km       | Jón Kristjánsson | 58:23   | 55   |
| 30 km       | Oddur Pétursson  | 2'10:16 | 48   |
| 30 km       | Jón Kristjánsson | 2'00:52 | 39   |

### Narciarstwo alpejskie
Mężczyźni
| Zawodnik            | Konkurencja   | Wyścig 1 | Wyścig 1 | Wyścig 2 | Wyścig 2 | Łącznie | Łącznie |
| Zawodnik            | Konkurencja   | Czas     | Poz.     | Czas     | Poz.     | Czas    | Poz.    |
| ------------------- | ------------- | -------- | -------- | -------- | -------- | ------- | ------- |
| Steinþór Jakobsson  | Slalom gigant |          |          |          |          | DSQ     | –       |
| Stefán Kristjánsson | Slalom gigant |          |          |          |          | 3:59.1  | 62      |
| Einar Kristjánsson  | Slalom gigant |          |          |          |          | 3:53.4  | 60      |
| Eysteinn Þórðarson  | Slalom gigant |          |          |          |          | 3:49.4  | 56      |
| Stefán Kristjánsson | Slalom        | DSQ      | –        | –        | –        | DSQ     | –       |
| Einar Kristjánsson  | Slalom        | 1:50.0   | 36       | 2:28.6   | 40       | 4:18.6  | 37      |
| Eysteinn Þórðarson  | Slalom        | 1:44.7   | 30       | 2:15.6   | 29       | 4:00.3  | 26      |

Kobiety
| Zawodnik              | Konkurencja   | Wyścig 1 | Wyścig 1 | Wyścig 2 | Wyścig 2 | Łącznie | Łącznie |
| Zawodnik              | Konkurencja   | Czas     | Poz.     | Czas     | Poz.     | Czas    | Poz.    |
| --------------------- | ------------- | -------- | -------- | -------- | -------- | ------- | ------- |
| Jakobína Jakobsdóttir | Zjazd         |          |          |          |          | 1:57.2  | 31      |
| Jakobína Jakobsdóttir | Slalom gigant |          |          |          |          | 2:39.4  | 41      |
| Jakobína Jakobsdóttir | Slalom        | 1:06.4   | 23       | DSQ      | –        | DSQ     | –       |